# 朴昌玉
朴昌玉（韓語：박창옥，？—1958年 ），北韓政治人物，蘇聯派人，曾任国家计划委员会主席。1956年因挑戰金日成失敗而被處死。

## 經歷
朴昌玉畢業於蘇聯的伯力朝鮮師範大學，並成為共產主義信徒。1945年二戰結束後返回北韓。1948年3月，在朝鮮勞動黨第二次代表大會中獲選為宣傳部部長。此後他又被委任為內閣副首相兼黨中央委員。1953年，蘇聯派領導許歌誼被金日成迫害至死，朴昌玉被推舉為派首領。1956年，朴昌玉和延安派的金枓奉和崔昌益等人試圖在中央委員會會議中挑戰金日成，但未能成功而失勢。不久後，他被撤銷所有職務，並被投進集中營，在1958年被處死。

## 資料來源
1. ↑  Charles K. Armstrong. . Cornell University Press. 2013-7: 130.
2. ↑  Andrei Lankov . "Crisis in North Korea: The Failure of De-Stalinization, 1956". 130